# Metagítnies
Les Metagítnies (en grec antic: Μεταγείτνια, literalment 'canvi de veïns') eren un festival de l'antiga Grècia celebrat al dem àtic de Mèlite en honor d'Apol·lo Metagitni. Tenia lloc en el mes de Metagitnió, la qual donava nom.
En general, es creu que el festival commemorava l'emigració dels habitants de la ciutat de Mèlite al dem de Diomea, però també sembla probable que la institució d'aquest festival estigui relacionada amb l'expansió del culte a Apol·lo entre totes les classes socials, que va impulsar Epimènides de Creta. Les principals solemnitats desenvolupades durant el festival consistien en l'ofrena de sacrificis al déu.